# St-Sauveur (Saint-Sauveur-des-Landes)

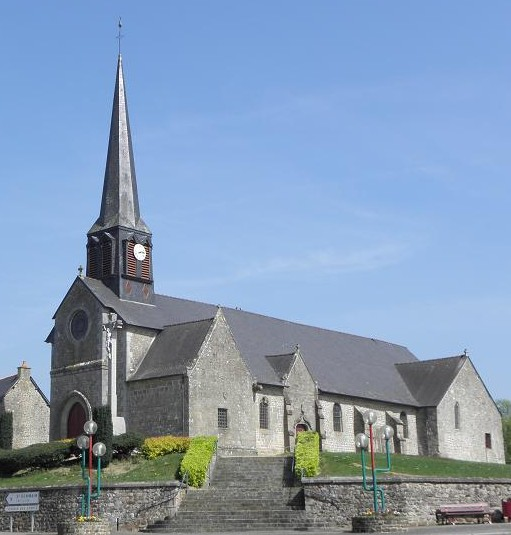
Kirche St-Sauveur in Saint-Sauveur-des-Landes

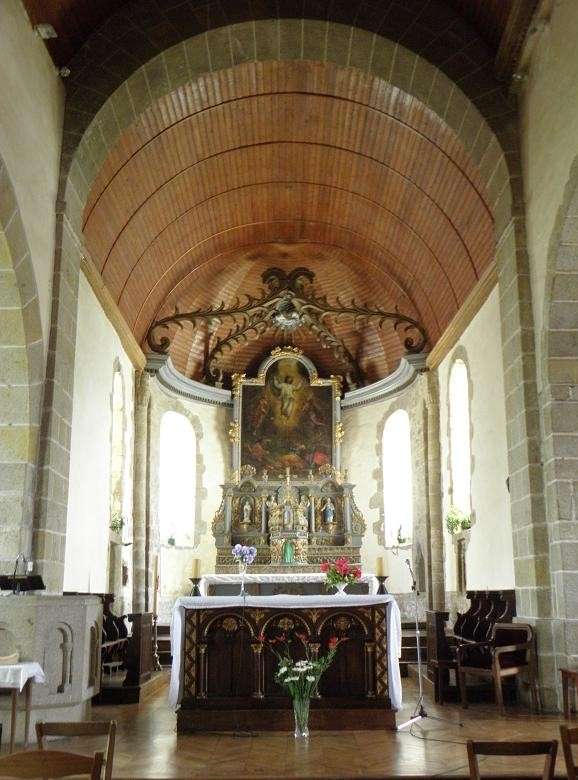
Innenansicht

Die katholische Pfarrkirche St-Sauveur in Saint-Sauveur-des-Landes, einer französischen Gemeinde im Département Ille-et-Vilaine in der Region Bretagne, wurde im 12. Jahrhundert errichtet. Die dem Heiland (frz. sauveur) geweihte Kirche war ursprünglich die Kirche des Priorats der Abtei Marmoutier, das 1040 gegründet wurde. Erst 1325 wurde sie zur Pfarrkirche.
Aus der Zeit der Romanik sind die Arkaden des Kirchenschiffs, die südliche Mauer und die Apsis mit den vier Fenstern erhalten. Ab dem 15. bis zum 19. Jahrhundert erfolgten viele Umbauten: Eine Taufkapelle wurde südwestlich angefügt und die Sakristei angebaut. Der westliche Eingang mit Glockenturm wurde 1864 errichtet.